# 반소수
정수론에서 반소수(半素數, 영어: semiprime 세미프라임[*]) 또는 준소수(準素數)는 정확히 두 개의 소수(素數)의 곱으로 이루어진 수다. 소수는 무수히 많으므로, 반소수 또한 무수히 많다.

## 반소수의 예
100보다 작은 반소수는 다음과 같다. (소수의 거듭제곱 포함) (OEIS의 수열 A001358)
4, 6, 9, 10, 14, 15, 21, 22, 25, 26, 33, 34, 35, 38, 39, 46, 49, 51, 55, 57, 58, 62, 65, 69, 74, 77, 82, 85, 86, 87, 91, 93, 94, 95, …
- 완전수인 6을 제외한 모든 반소수는 부족수다. 따라서 과잉수인 반소수는 없다.
- 반소수의 약수는 3개 또는 4개다. 3개이면 소수(素數)의 제곱이며, 4개이면 서로 다른 두 소수(素數)의 곱이다.
- 약수가 4개인 짝수는 2의 세제곱인 8을 제외하고 모두 반소수다.

## 관련 성질
- 제곱 인수가 없는 반소수 (squarefree semiprime) (OEIS의 수열 A006881)

100보다 작은 반소수 중 제곱 인수가 없는 수, 즉 소수의 제곱을 제외한 반소수는 다음과 같다.
6, 10, 14, 15, 21, 22, 26, 33, 34, 35, 38, 39, 46, 51, 55, 57, 58, 62, 65, 69, 74, 77, 82, 85, 86, 87, 91, 93, 94, 95, …
- 홀수 반소수 (odd semiprimes) (OEIS의 수열 A046315)

200보다 작은 반소수 중 홀수 반소수는 다음과 같다.
9, 15, 21, 25, 33, 35, 39, 49, 51, 55, 57, 65, 69, 77, 85, 87, 91, 93, 95, 111, 115, 119, 121, 123, 129, 133, 141, 143, 145, 155, 159, 161, 169, 177, 183, 185, 187, …
- 제곱 인수가 없는 홀수 반소수 (odd squarefree semiprimes) (OEIS의 수열 A046388)

200보다 작은 홀수 반소수 중 제곱 인수가 없는 수는 다음과 같다.
15, 21, 33, 35, 39, 51, 55, 57, 65, 69, 77, 85, 87, 91, 93, 95, 111, 115, 119, 123, 129, 133, 141, 143, 145, 155, 159, 161, 177, 183, 185, 187,  …
- 소피 제르맹 반소수 (Sophie Germain semiprimes) (OEIS의 수열 A111153)

어떤 반소수 {\displaystyle s}에 대해서, {\displaystyle 2s+1}도 반소수가 되는 수 {\displaystyle s}를 ‘소피 제르맹 반소수’라고 한다. 200보다 작은 소피 제르맹 반소수는 다음과 같다.
4, 10, 25, 34, 38, 46, 55, 57, 77, 91, 93, 106, 118, 123, 129, 133, 143, 145, 159, 161, 169, 177, 185, …
- 서로 다른 두 소수의 제곱합과 같은 반소수 (OEIS의 수열 A103558)

1000보다 작은 반소수 중 서로 다른 두 소수의 제곱합인 {\displaystyle p^{2}+q^{2}}의 형태로 나타낼 수 있는 수는 다음과 같다.
34, 58, 74, 146, 178, 194, 218, 298, 314, 365, 386, 458, 482, 533, 538, 554, 698, 818, 866, 965, …

## 같이 보기
- 소수 (수론)
- 쐐기수
- 반완전수